# Цик, Януариус
Иоганн Рассо Януариус Цик (нем. Johann Rasso Januarius Zick; 6 февраля 1730, Мюнхен — 14 ноября 1797, Кобленц-Эренбрайтштайн) — немецкий живописец и рисовальщик своеобразного барочно-рокайльного стиля и немецко-австрийского стиля цопф.

## Биография
Януариус Цик учился ремеслу живописца у своего отца Иоганнеса Цика (1702—1762), мастера фресковых росписей. Когда ему было четырнадцать, его одиннадцатилетний брат упал со строительных лесов в аббатстве Вайнгартен, и разбился насмерть. В 1745—1748 годах Януариус изучал строительное дело у Якоба Эмеле в Бад-Шуссенриде. Затем работал вместе с отцом в архиепископской резиденции в Вюрцбурге и до середины 1750-х годов — во дворце Брухзаль.
В 1756 году Януариус приехал в Париж, где завязал знакомства с мастерами из Рима, Аугсбурга и Базеля. В 1758 году был в Риме. После возвращения в Германию художник работал над созданием фресок для замка Энгерс близ Нойвида. После выполнения этого заказа в 1760 году Цик был назначен придворным художником курфюрста Трира. Женился на дочери землевладельца Анне-Марии Грубер (1745—1811) и поселился на долгие годы в маленьком городке Кобленц-Эренбрайтштайн (ранее независимый город на правом берегу Рейна в июле 1937 года был включен в состав Кобленца). В этом же городе художник скончался 14 ноября 1797 года.
Одним из четырнадцати детей Януариуса был живописец-портретист и пейзажист Конрад Цик (1773—1836). Правнук Януариуса Цика — живописец и рисовальщик-иллюстратор Александр Цик (1845—1907). Живописец Иоганн Мартин Цик (1684—?) — вероятно, однофамилец.

## Творчество
В конце 1770-х годов Януариус Цик работал над фресками и алтарными картинами для монастырей и церквей в верхней Швабии, с середины 1780-х — в курфюршествах Трирском и Майнцском. Был известен и в качестве скульптора. В живописи соединял черты французского рококо, картин малых голландцев, а в рисунке следовал стилю цопф.
С 1774 года Януариус Цик сотрудничал с выдающимся мастером-мебельщиком Давидом Рёнтгеном в его мастерской в Нойвиде близ Кобленца, создавая маркетри — декор наборного дерева, выполненный с особой тонкостью. Считается также, что именно Цик был изобретателем так называемых «перистых рокайлей» (нем. fedrigen Rokaillen), завитков рокайля с длинными, «колючими» отростками, или «перьями».

## Галерея

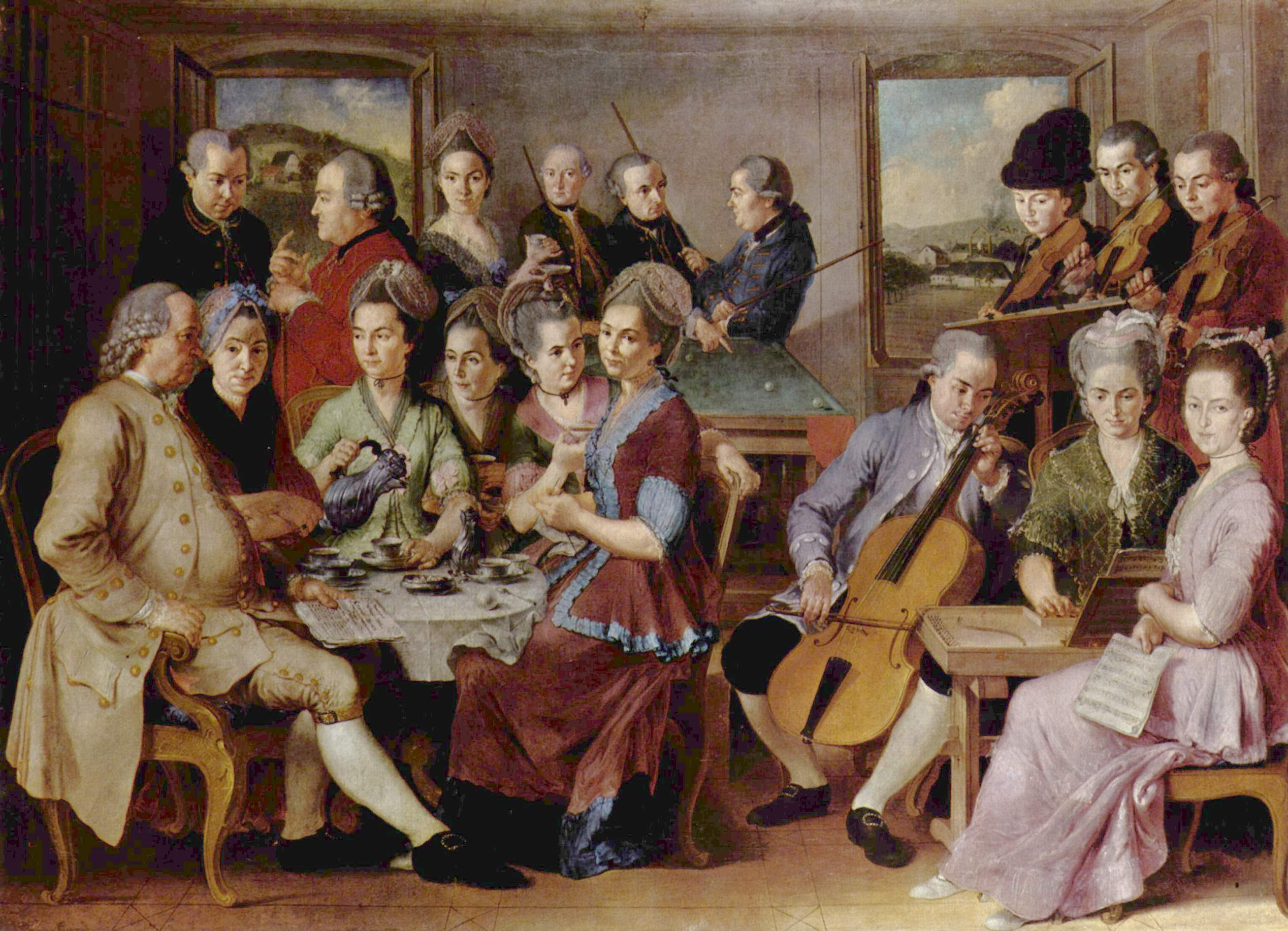
Семейство Реми. 1776. Холст, масло. Германский национальный музей истории культуры, Нюрнберг
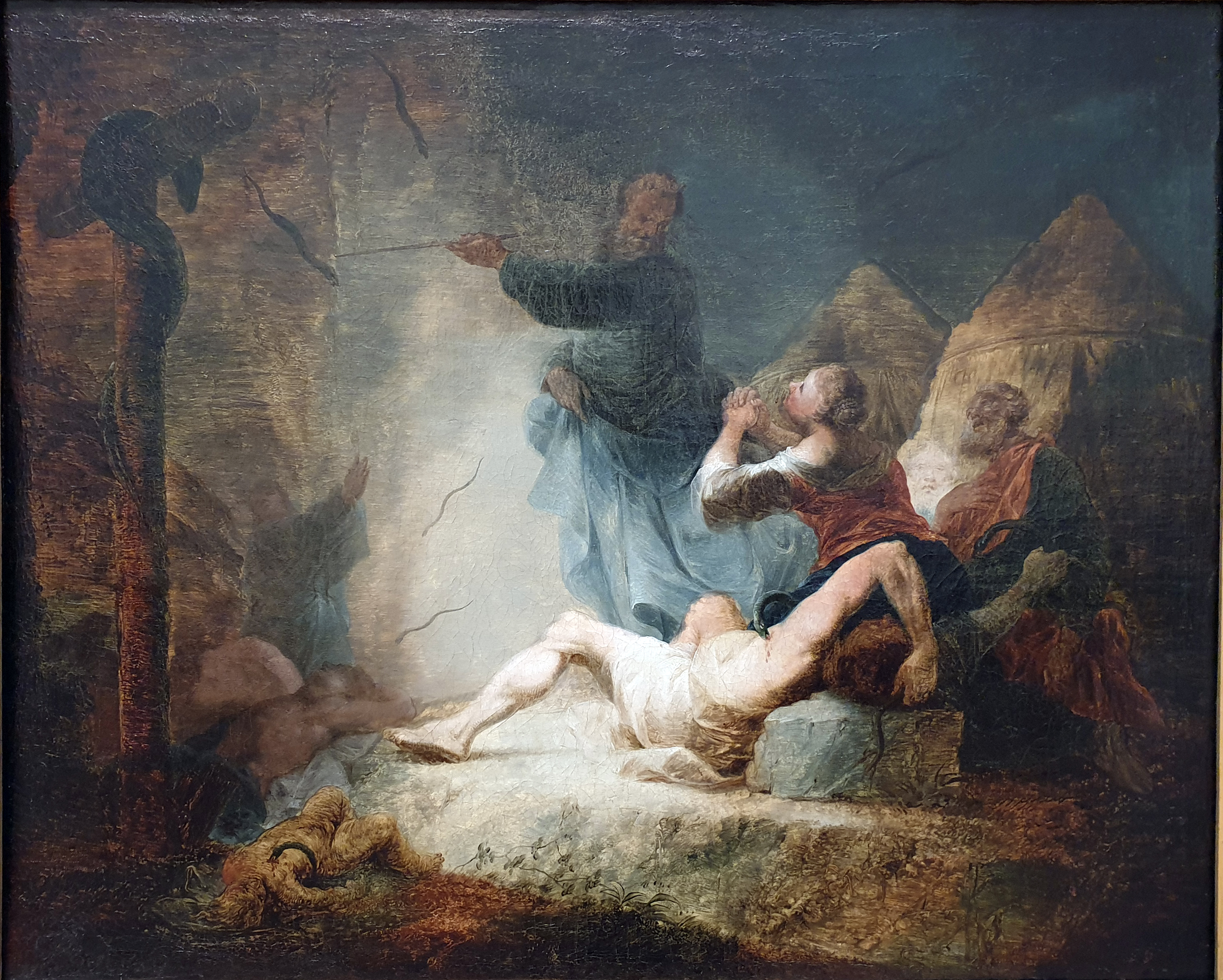
Медный змий. 1555. Холст, масло. Музей Боде, Берлин
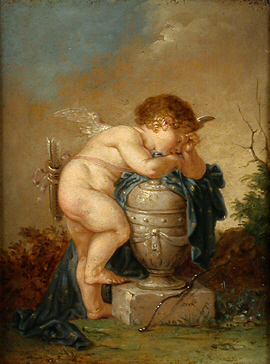
Амур у парковой вазы. 1750-е гг. Дерево, масло
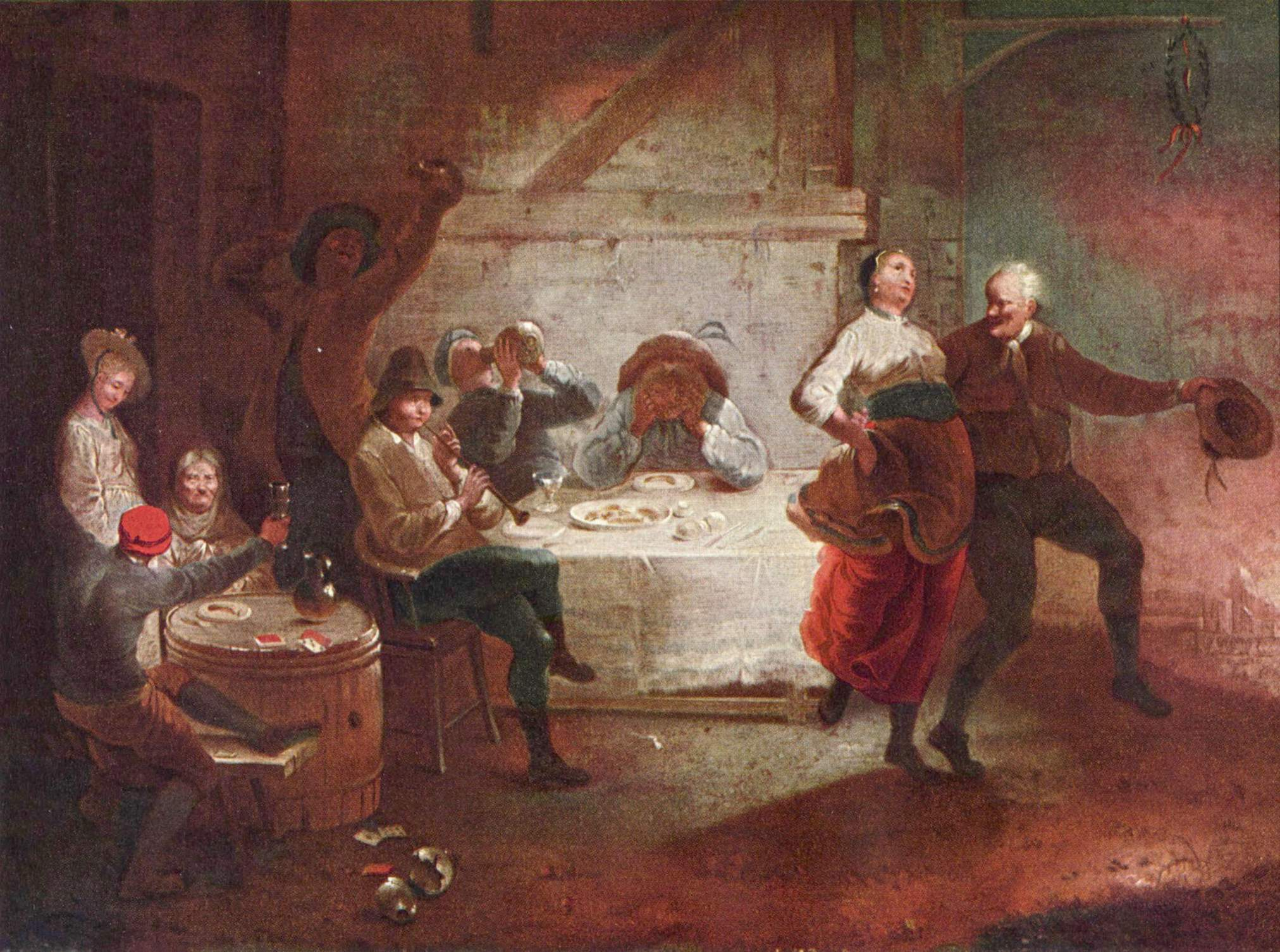
Ссора перед таверной. 1755. Холст, масло. Художественный музей, Штуттгарт
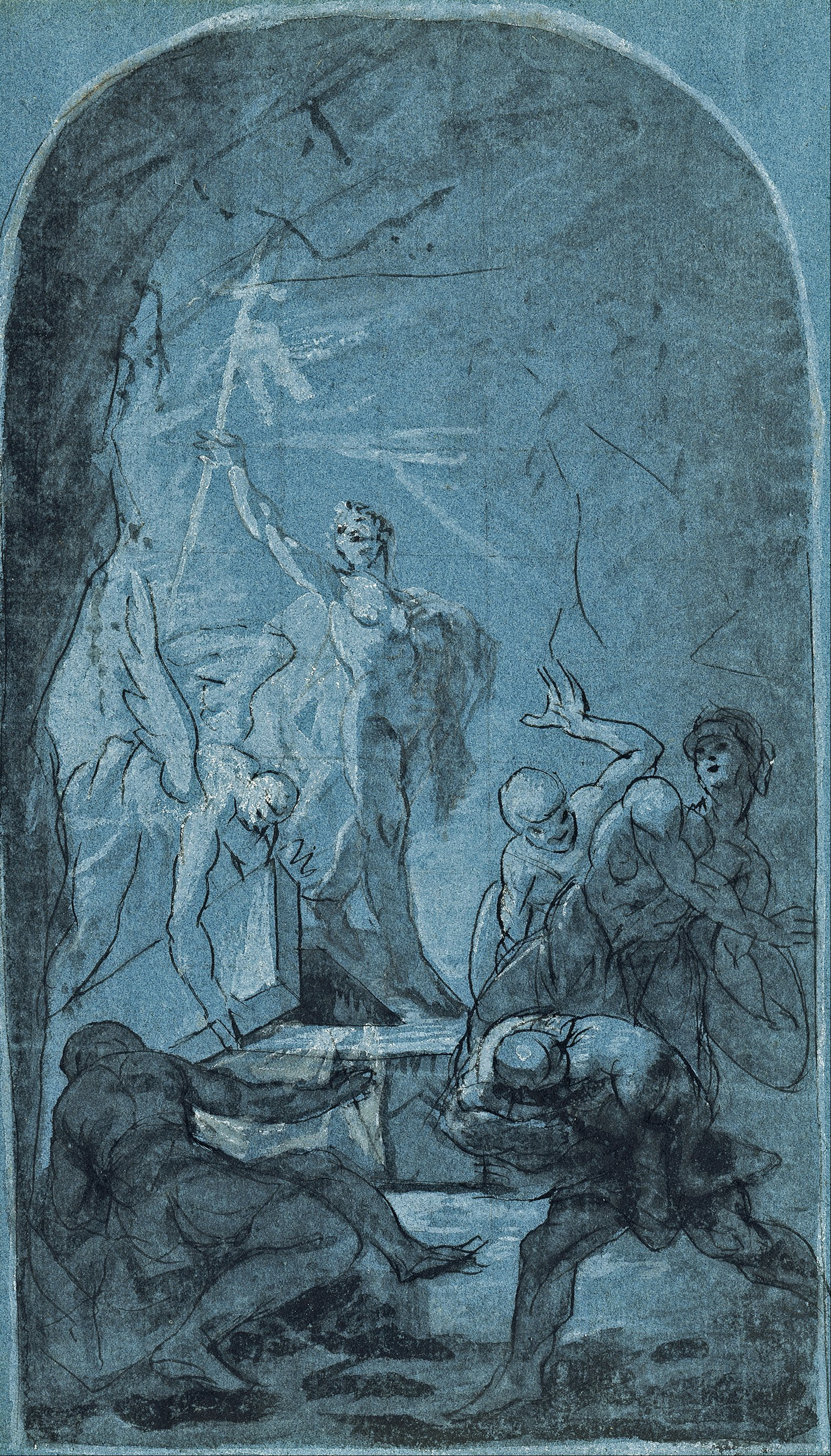
Воскресение Христа. 1760. Бумага, перо, кисть, чернила, мел. Кунстпалас, Дюссельдорф
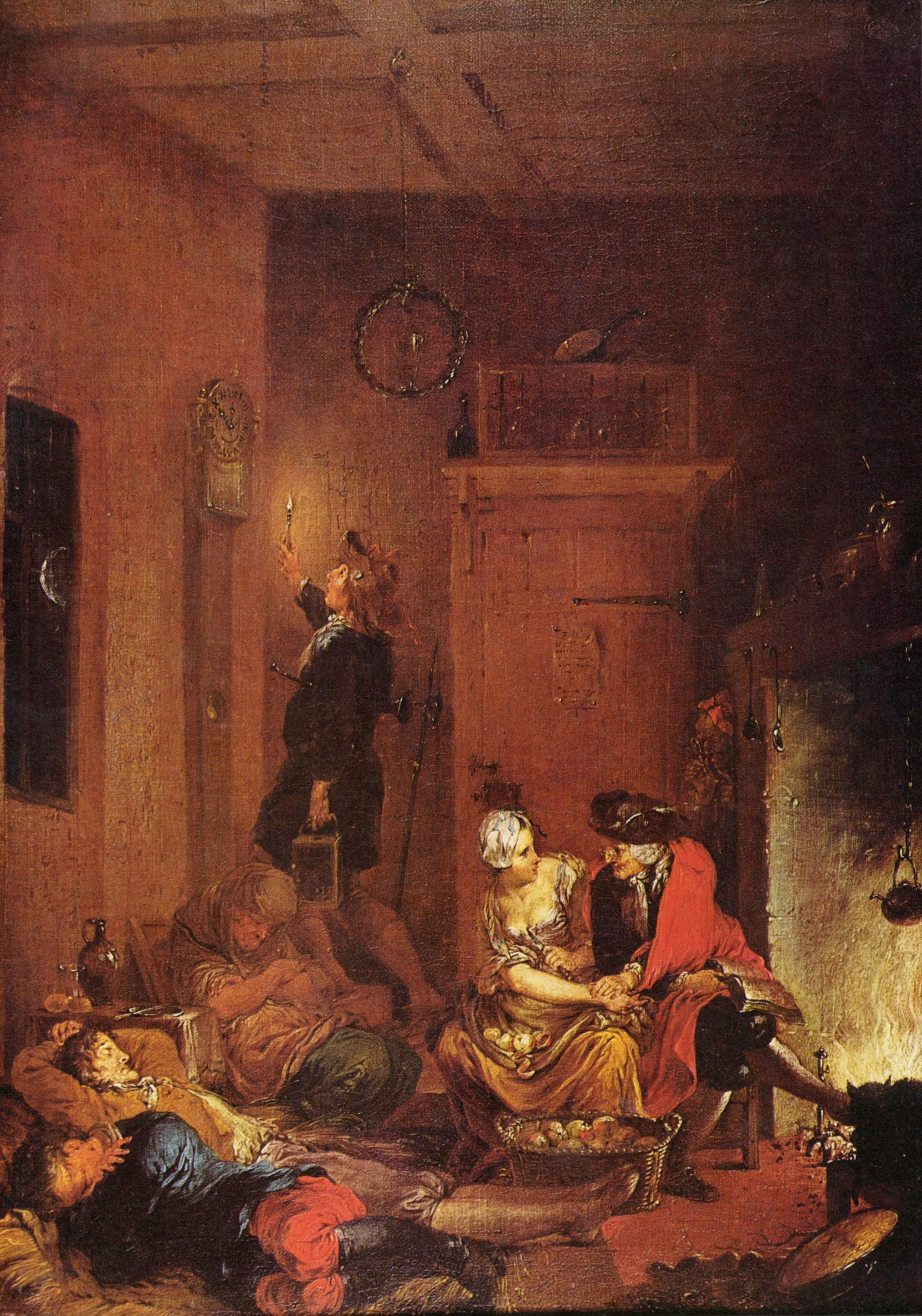
Ночная стража. Ок. 1770 г. Холст, масло. Рейнский земельный музей, Бонн
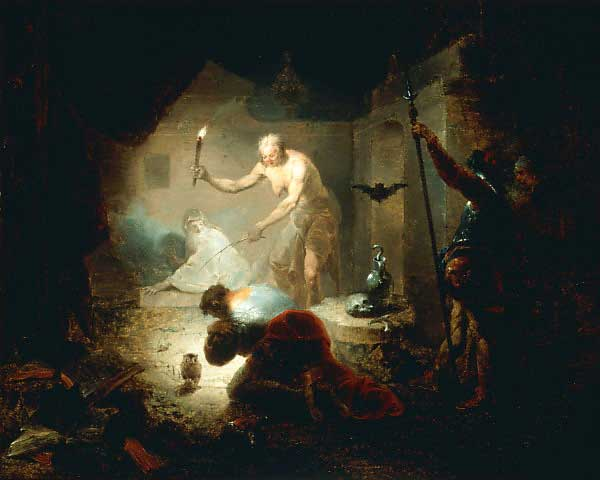
Саул разговаривает с духом Самуила у аэндорской волшебницы. 1753
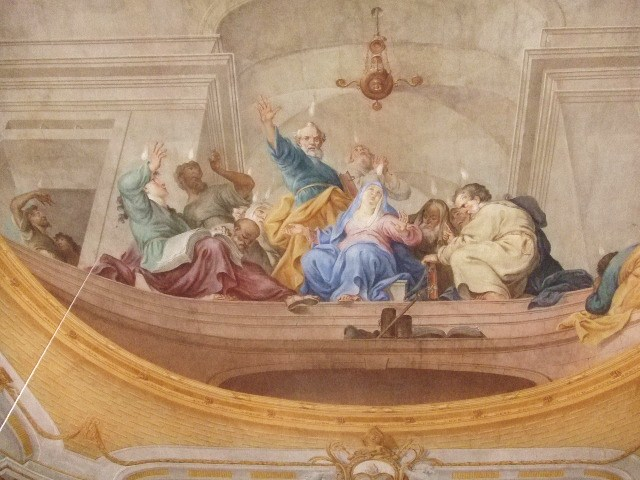
Деталь росписи монастырской церкви Сент-Галлен. Ридлинген, Биберах
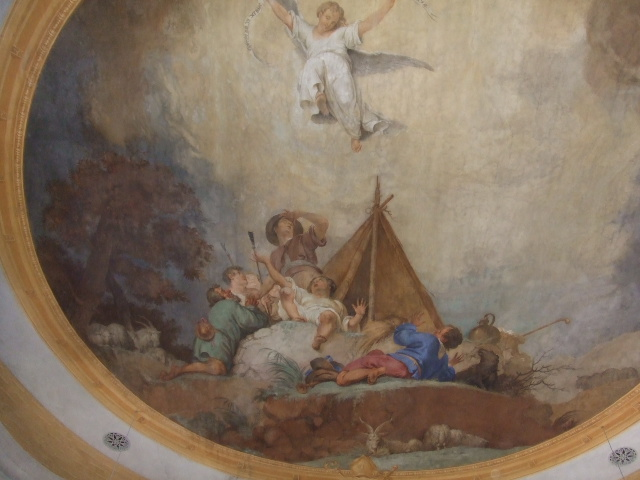
Пастухи и ангел. Роспись плафона в церкви Св. Якоба, Дюрренвальдштеттен. 1782
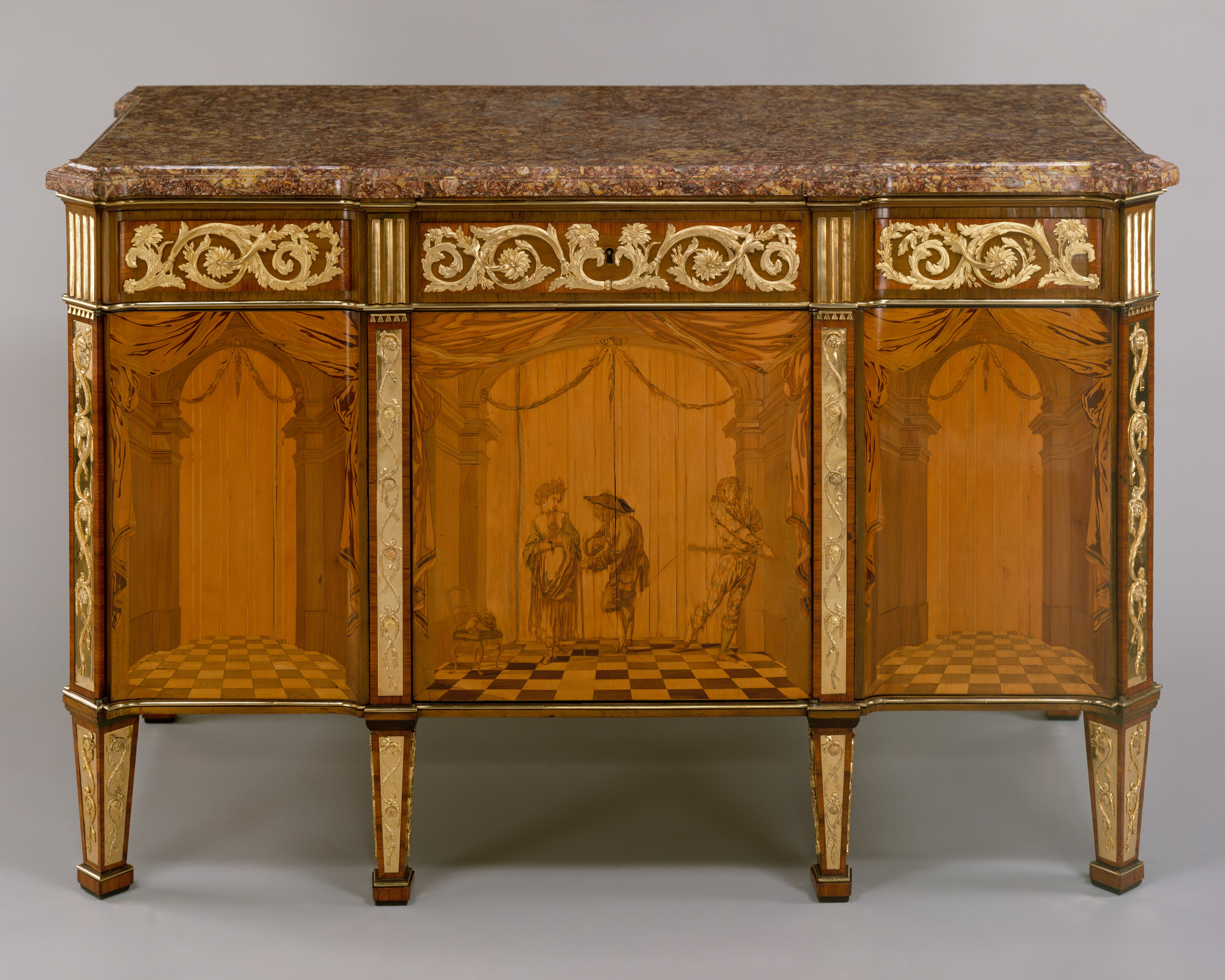
Комод с маркетри работы Я. Цика. 1775 –1779. Мастерская Д. Рёнтгена, Нойвид. Метрополитен-музей, Нью-Йорк
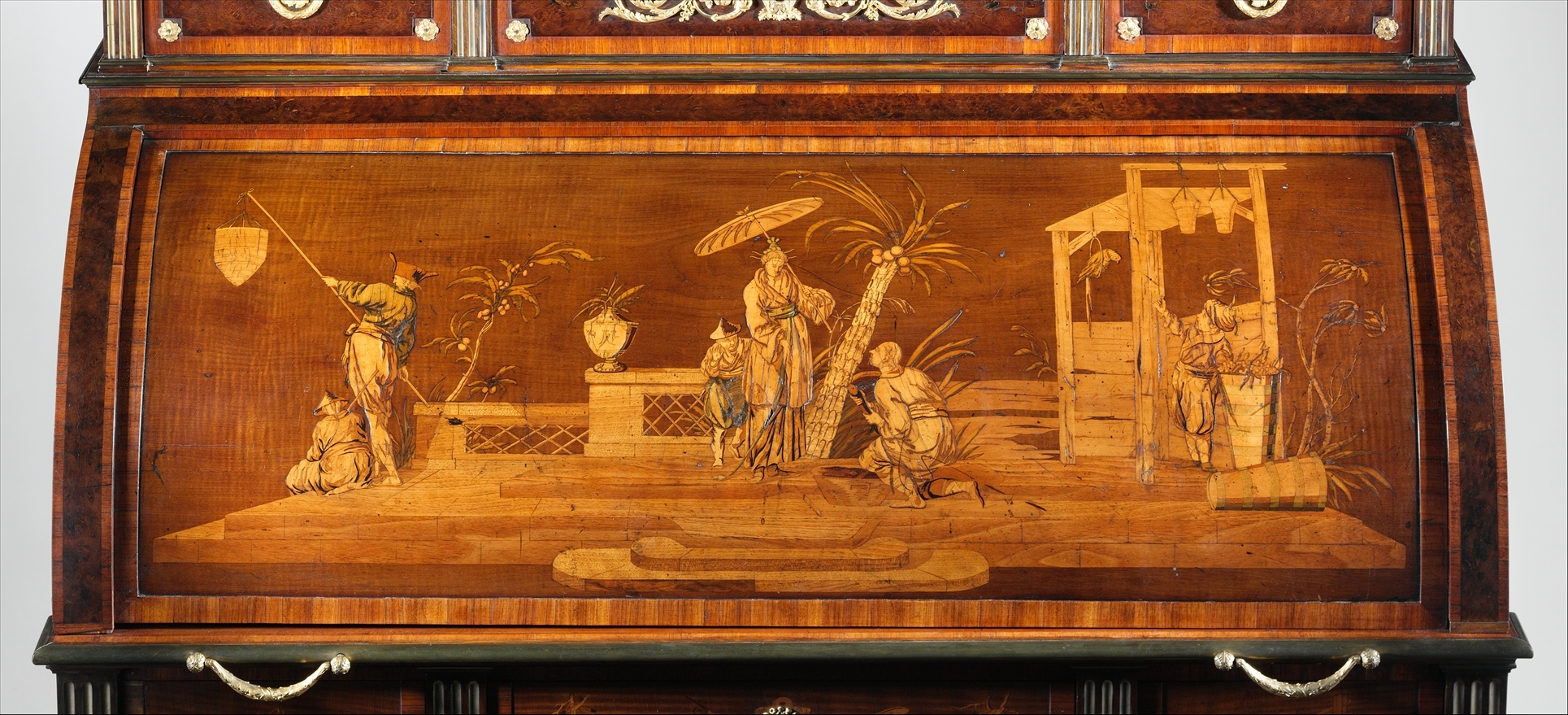
Маркетри цилиндрического бюро. 1776 –1779. Мастерская Д. Рёнтгена, Нойвид. Метрополитен-музей, Нью-Йорк